# Fortaleza de Lori Berd
La fortaleza de Lori Berd (en armenio, Սև բերդ) es un complejo militar de entre los siglos X y XII cerca del pueblo de Lori Berd y a cuatro kilómetros de Estepanavan, en la provincia de Lori (Armenia). El monarca David Anholin la mandó construir entre los años 1005 y 1020. Más adelante, acabó por convertirse en la capital del reino de Lori en el 1065.

## Descripción
La fortaleza se situó en un territorio delimitado por las gargantas profundas entre los ríos Mishan y Dzoraget. Fundada en el siglo X, la ciudadela ocupaba una superficie de nueve hectáreas y un gran muro de doscientos metros de longitud la defendía. A lo largo de esta muralla había zanjas llenas de agua. La entrada se erigía al noroeste del castillo. La ciudad que rodeaba la ciudadela abarcaba unas veinticinco hectáreas y también la protegía un muro, del cual solo se conservan algunos restos de los cimientos. También hay algunos restos de dos baños con una tubería de arcilla.
Desde el muro exterior se construyeron dos puentes que conducían hacia la ciudad sobre la garganta del río. Uno de ellos ha sido restaurado y conservado, mientras que del otro solo se preservan algunos restos. Esta estructura de un solo tramo con arcos apuntados discurría por distintas curvas sin problemas importantes, gracias a un pequeño arco que conectaba sus partes.

## Historia
El rey David Anholin de la rama Kyurikid de la dinastía Bagratuni fundó la fortaleza en el siglo X, dentro de los confines del entonces reino de Ani. En el año 1238 el ejército mongol asedió, capturó y saqueó la ciudad. En los siglos posteriores cayó presa de otras fuerzas extranjeras. Sus habitantes abandonaron poco a poco estas tierras, y al final del siglo XVIII apenas quedaba un pequeño pueblo, que en el siglo XX se fue trasladando hacia el oeste de la ciudad antigua.
A partir de 1966 se realizaron una serie de excavaciones en la ciudad, que revelaron objetos cotidianos y herramientas, que esclarecen la historia y cultura del lugar en la Edad Media. En 2021 el Gobierno de Armenia aprobó una serie de ayudar para la restauración y conservación de Lori Berd.